# Amt Menden (Sauerland)
Das Amt Menden war ein Amt im ehemaligen Kreis Iserlohn 
in der preußischen Provinz Westfalen und in Nordrhein-Westfalen. Ein Amt Menden hatte bereits seit dem 14. Jahrhundert im Herzogtum Westfalen und anschließend seit 1802 in der Landgrafschaft Hessen-Darmstadt bestanden.

## Geschichte

### Herzogtum Westfalen und Landgrafschaft Hessen-Darmstadt
Das Amt Menden entstand in kurkölnischer Zeit im 14. Jahrhundert. Erstmals urkundlich erwähnt wurde es 1333, als es der Erzbischof von Köln verpfändete. Nach der Übernahme der Herrschaft im Jahr 1802 durch Hessen-Darmstadt blieb das Amt auch nach der Neuorganisation der Ämter vom 22. September 1807 weiter bestehen. Es war unterteilt in 10 Schultheißenbezirke und umfasste jetzt neben dem alten Amtsgebiet die Stadt Menden, das Gericht Neheim (ohne Moosfelde), das Gericht Sümmern, Höllinghoven und das Patrimonialgericht Voßwinkel. Amtmann war in dieser Zeit Anton Frigge.

### Preußen und Nordrhein-Westfalen
Das Gebiet des ehemaligen Herzogtums Westfalen fiel 1815 an Preußen. 1817 wurde der Raum Menden dem neuen Kreis Iserlohn zugeordnet und bildete dort zunächst die Bürgermeisterei Menden. Das Gericht Neheim, Höllinghoven und Voßwinkel wurden 1819 zum Kreis Arnsberg verschoben.
Nachdem die eigentliche Stadt Menden 1837 die preußische „Revidierte Städteordnung von 1831“ erhalten hatte, wurde zwischen der Stadt Menden und der Landbürgermeisterei Menden unterschieden.
Im Rahmen der Einführung der Landgemeindeordnung für die Provinz Westfalen wurden 1843 aus der Landbürgermeisterei Menden das Amt Menden gebildet. Die Stadt Menden blieb amtsfrei. 
Das Amt umschloss seitdem bis 1974 die folgenden Gemeinden:
- Bösperde
- Halingen
- Lendringsen
- Oesbern
- Schwitten
- Sümmern
- Wimbern (bis 1969)

1900 hatte das Amt 6097 Einwohner, von denen 5622 Katholiken, 474 Evangelische und 1 Jude waren.
1961 umfasste das Amtsgebiet eine Fläche von 79,94 Quadratkilometern und hatte 20.512 Einwohner.
Am 1. Juli 1969 wurde mit dem Inkrafttreten des Gesetzes zur Neugliederung des Landkreises Soest und von Teilen des Landkreises Beckum vom 24. Juni 1969 die Gemeinde Wimbern zusammen mit den Gemeinden Schlückingen, Wickede und Wiehagen (Amt Werl, Kreis Soest) sowie die Gemeinden Echthausen (Amt Hüsten, Kreis Arnsberg) zur neuen amtsfreien Gemeinde Wickede (Ruhr) zusammengeschlossen.
Am 1. Januar 1975 ging der größte Teil des Amtes Menden in der Stadt Menden (Sauerland) auf, lediglich der Großteil der Gemeinde Sümmern wurde der Stadt Iserlohn zugeordnet. Die Städte Menden (Sauerland) und Iserlohn gehören seitdem zum Märkischen Kreis.

## Wappen
Blasonierung: „In Rot ein silbernes gestürztes Faßeisen.“ Das Wappen wurde am 15. April 1937 verliehen.

## Amtmänner
- 1349 Erenfrid van Brendenole geheyten dey Blinde[10]
- 1389 Hermann von Lare[11]
- 1390 Cord von Ense (genannt Kegeler)[12]
- 1395 Hermann von Lare[13]
- 1518 Arnd von Thülen[14]
- 1585 Eberhard von Solms[15]
- 1598 Eberhard von Solms[16]